# Wzgórza Wińskie
Wzgórza Wińskie – jeden z pięciu mikroregionów należących do mezoregionu o indeksie 318.44 – Wzgórza Trzebnickie (według regionalizacji fizycznogeograficznej opracowanej przez Jerzego Kondrackiego), należących do makroregionu o indeksie 318.4 – Wał Trzebnicki. Wymienione jednostki należą do prowincji o indeksie 31 – Niż Środkowoeuropejski, a w jego obrębie do podprowincji o indeksie 318 – Niziny Środkowopolskie. Ma on przypisany w tej regionalizacji indeks 318.441, a obejmuje pasmo wzgórz i innych wzniesień.
Mikroregion Wzgórz Wińskich jest najbardziej wysunięta częścią Wzgórz Trzebnickich na ich północno-zachodnim krańcu. Od kolejnego pasma i mikroregionu – Wzgórz Skrzypińskich (indeks 318.443) – oddzielny jest po stronie południowej Obniżeniem Pełczyńskim (indeks 318.442). Same wzgórza oddzielają Obniżenie Ścinawskie (dolina Odry) od Kotliny Żmigrodzkiej (Dolina Baryczy).
Obszar Wzgórz Wińskich pod względem rzeźby terenu jest mocno pofałdowany i wyraźnie pagórkowaty. Są to wzgórza morenowe położone w okolicach miejscowości Wińsko, Węgrzyce, czy Baszyn. Ich przebieg jest zbliżony do południkowego. W części centralnej obszaru, na rozległym spłaszczeniu, położona jest miejscowość Wińsko. Najwyższe wzniesienie ma wierzchołek położony na wysokości bezwzględnej wynoszącej 200,7 m n.p.m.. Znajduje się w okolicach Jakubikowic. Inne wzniesienie tych wzgórz to między innymi kota 176 m n.p.m. położona po stronie zachodniej od Baszyna. Pośród nazw wzniesień należących do Wzgórz Wińskich wymienić można między innymi takie nazwy jak: Wińska Góra, Świtał, Jałowcowa, Tatar, Struża, Złotnik, Morwowe Wzgórze, Karłowickie, Bukowiec, Zabucze, Jaźwiniec, Piaski, Kopista, Sośniak, Zamecko, Maślana Góra i inne. Deniwelacje osiągają maksymalnie wartość około 100 m. Pod względem zagospodarowania dominują użytki rolne w tym pola uprawne z inkluzjami w postaci obszarów zalesionych. Warunki panujące w obrębie wzgórz są sprzyjające rozwojowi kserotermicznych gatunków roślin, takich jak na przykład dziewięćsił bezłodygowy. W przeszłości teren ten porastała winorośl właściwa, której symboliczne znaczenie znalazło odzwierciedlenie w herbie Wińska, gdzie znajdują się do dziś.
Nazwa własna – Wzgórza Wińskie – jest nazwą niestandaryzowaną, gdyż została ustalona i ujęta w państwowym rejestrze nazw geograficznych na podstawie Geografii regionalnej Polski autorstwa Jerzego Kondrackiego wydanej przez Wydawnictwo Naukowe PWN w 1998 r. jako element wyodrębniony w systemie zewnętrznym – podziale fizycznogeograficznym (data wpisu do PRNG: 7.04.2004 r.). Odnosi się do ukształtowania terenu określonego jako region naturalny oraz mikroregion. W rejestrze tym przypisano jej identyfikator: PRNG – 148423, identyfikator IIP – PL.PZGiK.320.NGRP.148423. Podaje on następujące współrzędne geograficzne punktu głównego wzgórz: szerokość geograficzna – 51°27'17" N, długość geograficzna – 16°36'22" E.